# Luca Stella

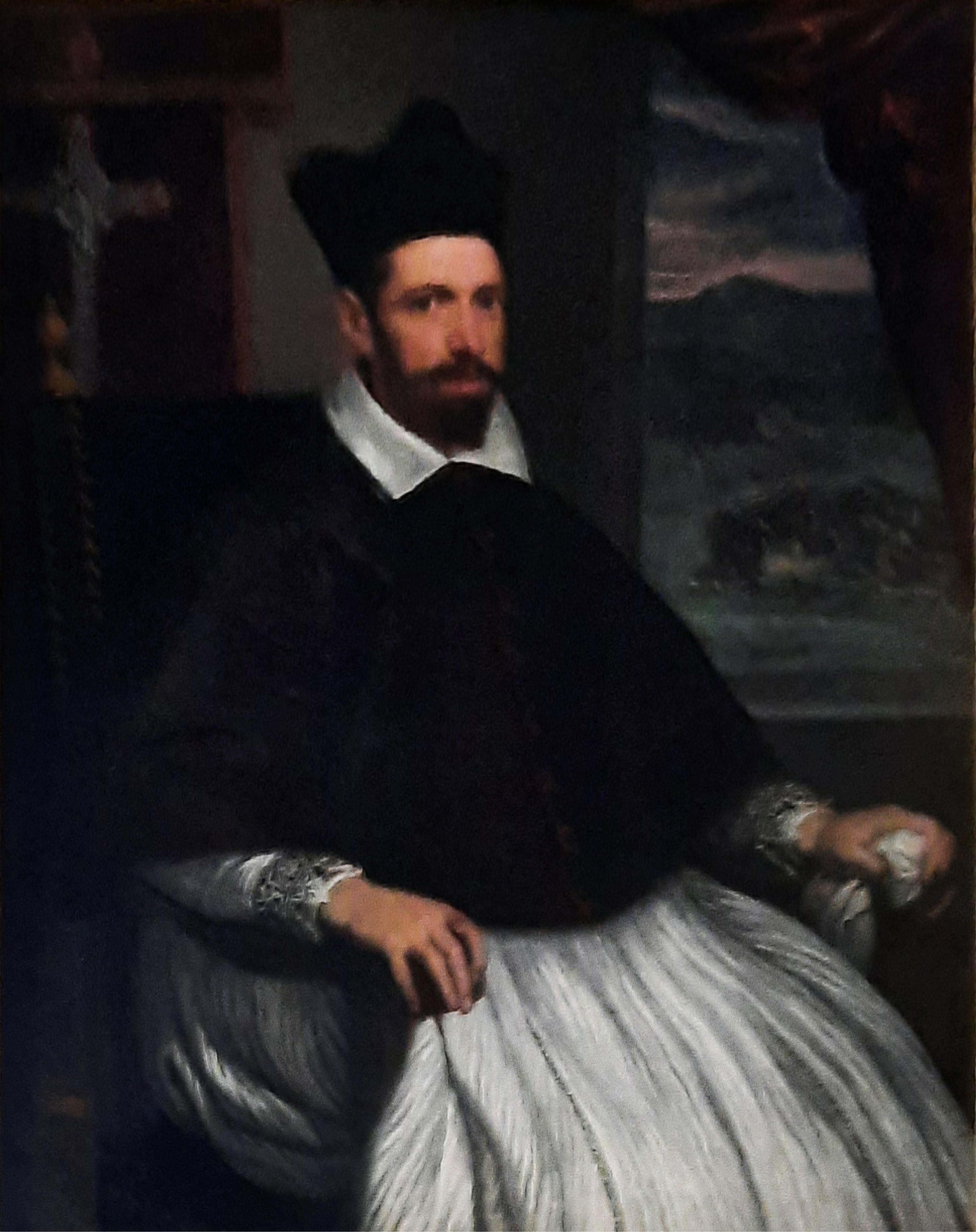
Domenico Tintoretto, ritratto di Luca Stella (post 1615) conservato nella Galleria Spada

Luca Stella (Venezia, ... – Padova, 21 dicembre 1641) è stato un arcivescovo cattolico italiano.

## Biografia
Non si hanno notizie dei suoi primi anni di vita.
Intraprese la carriera ecclesiastica a Roma. Durante il papato di Clemente VIII fu referendario di entrambe le segnature e chierico della Reverenda Camera Apostolica.
Nel 1609 fu nominato vescovo di Retimo, in Grecia. Nel 1615 fu promosso arcivescovo di Zara, in Croazia. Nel 1623 fu trasferito all'arcidiocesi di Candia. Nel 1632, mantenendo il titolo personale di arcivescovo, fu nominato vescovo di Vicenza e, nel 1639, vescovo di Padova.
Mentre era vescovo di Vicenza fece restaurare la Sala maggiore del Palazzo Vescovile e fece affrescare vedute delle città di cui era stato vescovo.
Morì a Padova il 21 dicembre 1641.